# セス・ロイド
セス・ロイド（英: Seth Lloyd、1960年8月2日 - ）は、マサチューセッツ工科大学の機械工学の教授。自ら量子機械工学者（quantum mechanic）と称している。
1978年、フィリップス・アカデミーを卒業。その後、ハーバード大学（1982年）、ケンブリッジ大学（1984年）で学び、ロックフェラー大学で "Black Holes, Demons, and the Loss of Coherence: How complex systems get information, and what they do with it" という論文で博士号を取得（1988年）。ポストドクターとしてカリフォルニア工科大学とロスアラモス国立研究所で勤務した後、1994年にMITに移籍。
研究分野は、情報と複雑系の相互作用、特に量子力学系である。量子コンピュータの分野で多大な業績を上げている。
著書 Programming the Universe (邦訳「宇宙をプログラムする宇宙―いかにして「計算する宇宙」は複雑な世界を創ったか?」(早川書房 2007)) では、この宇宙が1つの巨大な量子コンピュータであると主張した。それによると、物理学の法則を完全に理解すれば、小さい量子コンピュータを使って宇宙を完全に理解できるとしている。
またムーアの法則が正しければ、今後600年間のうちに全宇宙をシミュレートできるようになるとしている。ただし彼は、ムーアの法則が今後も成立し続けるかどうかは、有限な宇宙の中では疑わしいとしている。
MIT電子工学研究所の主席研究者でもあり、Center for Extreme Quantum Information Theory (xQIT) を指揮している。

## ジェフリー・エプスタインとの関係
2019年7月、MITや他の機関が有罪判決を受けた性犯罪者ジェフリー・エプスタインから資金提供を受けていたという報告が浮上した。
このスキャンダルを受けて、当時のMITメディアラボの所長伊藤穰一がエプスタインとの関係を理由にMITを辞任し、 ロイドのエプスタインとのつながりも批判を浴びた。ロイドは自らの19篇の論文でエプスタインから資金提供を受けたことを認めた。2019年8月22日、ロイドはエプスタインから受け取った助成金（合計22万5000ドル）を受け入れたことについて謝罪する手紙を公開した。しかし論争は続き、2020年1月、MIT法人の要請を受けて、法律事務所グッドウィン・プロクターがMITとエプスタインとのすべての関わりについての報告書を発表した。
この報告書を受けて、2020年1月10日にロイドは有給の行政休暇に入ることになった。ロイドは、自身がエプスタインから受け取った資金の出所についてMITを誤解させたことはないと強く否定している。この否定は、その後のMITの調査で確認され、ロイドがMITの審査プロセスを回避しようとしたり、寄付者の名前を隠そうとしたりしていないことが判明した。そのため、ロイドはMITでの終身職を継続することが許された。
しかし、MITの事実確認委員会の大多数（全員ではない）が、ロイドがエプスタインの背景についてMITに重要な公に知られている情報を開示しなかったことがMITの利益相反ポリシーに違反していると結論付け、その結果、ロイドは5年間にわたって一連の行政措置を受けることとなった。

## 著作
- Lloyd, S. (2000年8月31日). “Ultimate physical limits to computation”. ネイチャー 406:  1047–1054.  オリジナルの2008年8月7日時点におけるアーカイブ。.
- Lloyd, S., Programming the Universe: A Quantum Computer Scientist Takes On the Cosmos, Knopf, March 14, 2006, 240 p., ISBN 1-4000-4092-2
  - (邦訳) セス・ロイド (著)、水谷淳 (訳) 『宇宙をプログラムする宇宙―いかにして「計算する宇宙」は複雑な世界を創ったか?』 早川書房 2007年 ISBN 4152088729